# Franz Kink
Franz Kink (* 4. Oktober 1790 in Bozen, Südtirol; † 18. November 1862 in Kufstein) war ein österreichischer Pionier der Zementerzeugung.

## Leben
Franz Kink wurde in Kufstein im Jahr 1820 Straßenmeister. In dieser Funktion machte er Versuche zur Herstellung von gebranntem Kalk sowie die Vorkommen für das notwendige Rohmaterial. 
Dazu entdeckte er im Glemmtal in Schwoich bei Kufstein ein geeignetes Kalkmergellager. In der Nähe des Steinbruchs baute Kink dazu ein Zementwerk. Im Jahr 1842 verfügte das Werk über zwei Brennöfen, ein Pochwerk und ein Mahlwerk. Das Werk hatte eine Jahresproduktion von 70 Eisenbahnwaggons. Anfänglich wurde nur Romanzement hergestellt. 
Kink gilt damit als Gründer der Zementindustrie im gesamten Kaiserthum Österreich. Auch sein Sohn Anton Kink (1820–1868) und sein Neffe Julius von Kink (1848–1909) waren sehr engagiert in der Zementherstellung. Sein Bruder Martin Ritter von Kink war ein bedeutender Architekt.
Die Portlandzementherstellung hatte in Österreich seine Wurzeln allerdings erst 1860 in Perlmoos in der Nähe Kufsteins, die mit der Gründung der Actiengesellschaft der k. k. priv. Hydraulischen Kalk- und Portlandcementfabrik zu Perlmoos ihre Fortsetzung fand.